# 렌페 130급
렌페 130급(스페인어: Renfe Class 130, S-130) 또는 탈고 250(스페인어: Talgo 250)은 2006년 탈고, 봄바디어 트랜스포테이숀에서 탈고 모델을 기초로 발주해 현재는 45편성이 운행하고 있다. 2009년에 타슈켄트-사마르칸트 고속철도 노선에 도입하기 위해 우즈베키스탄에 수주해 2011년에 개통되었다.

## 사진

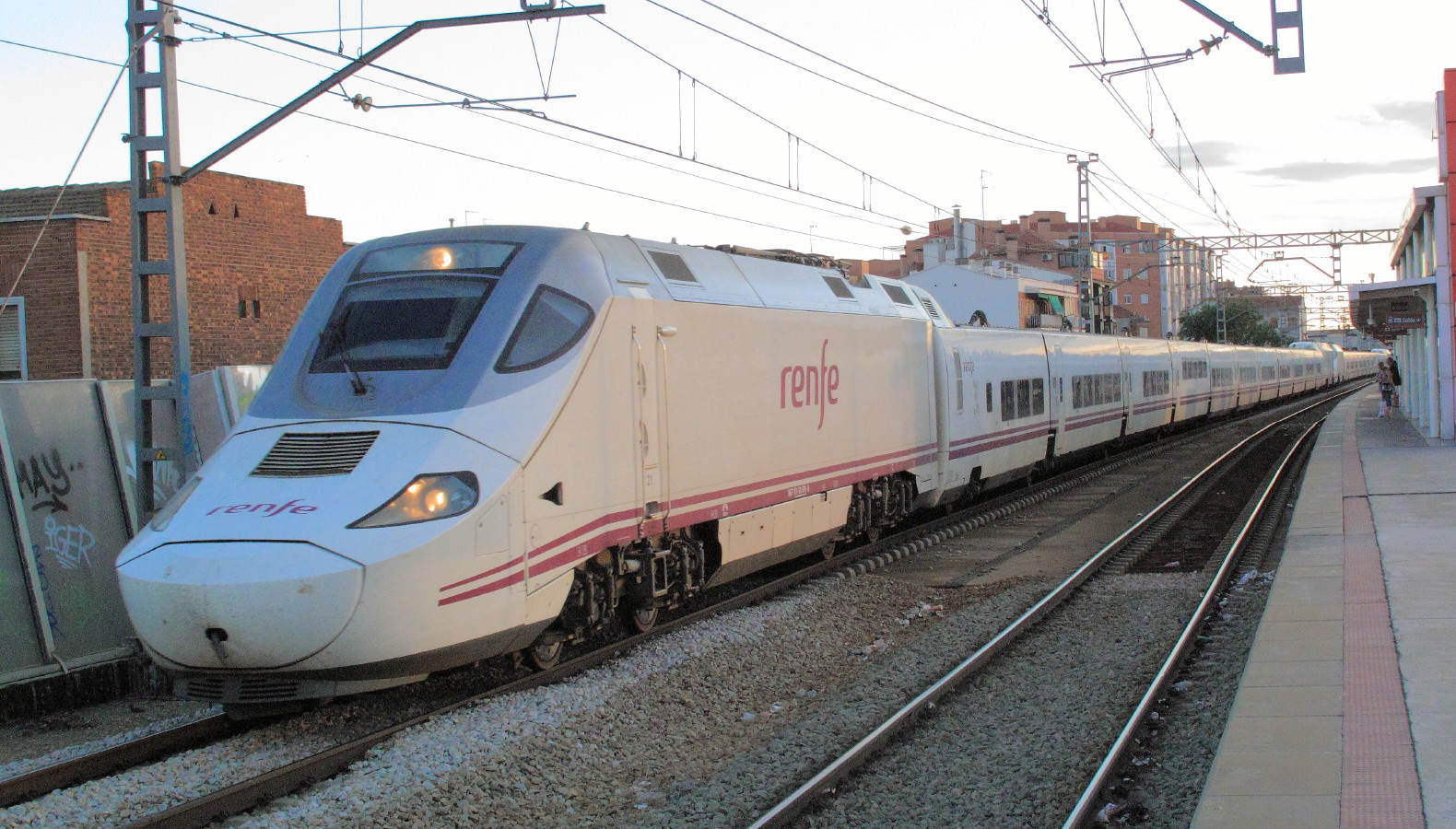
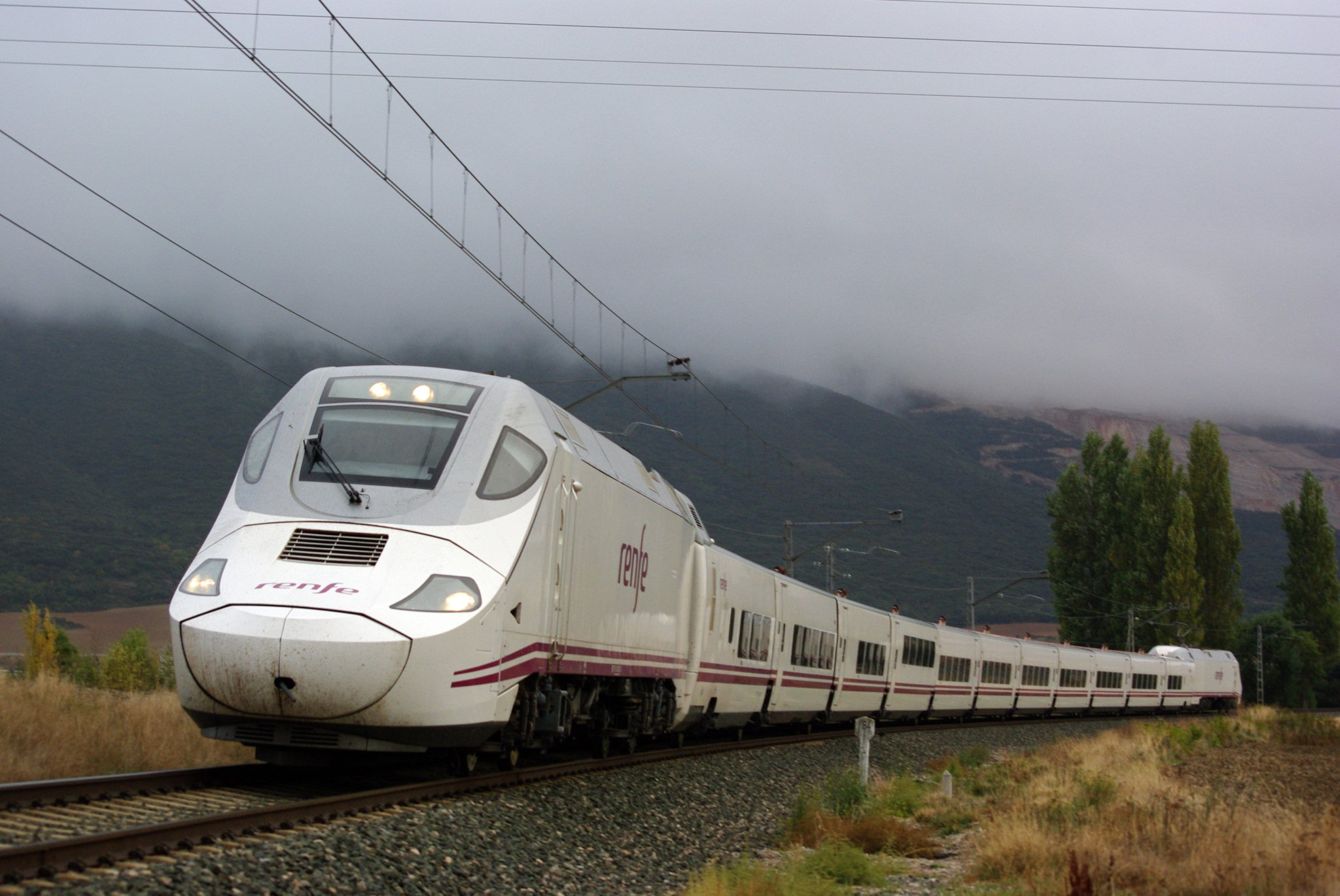
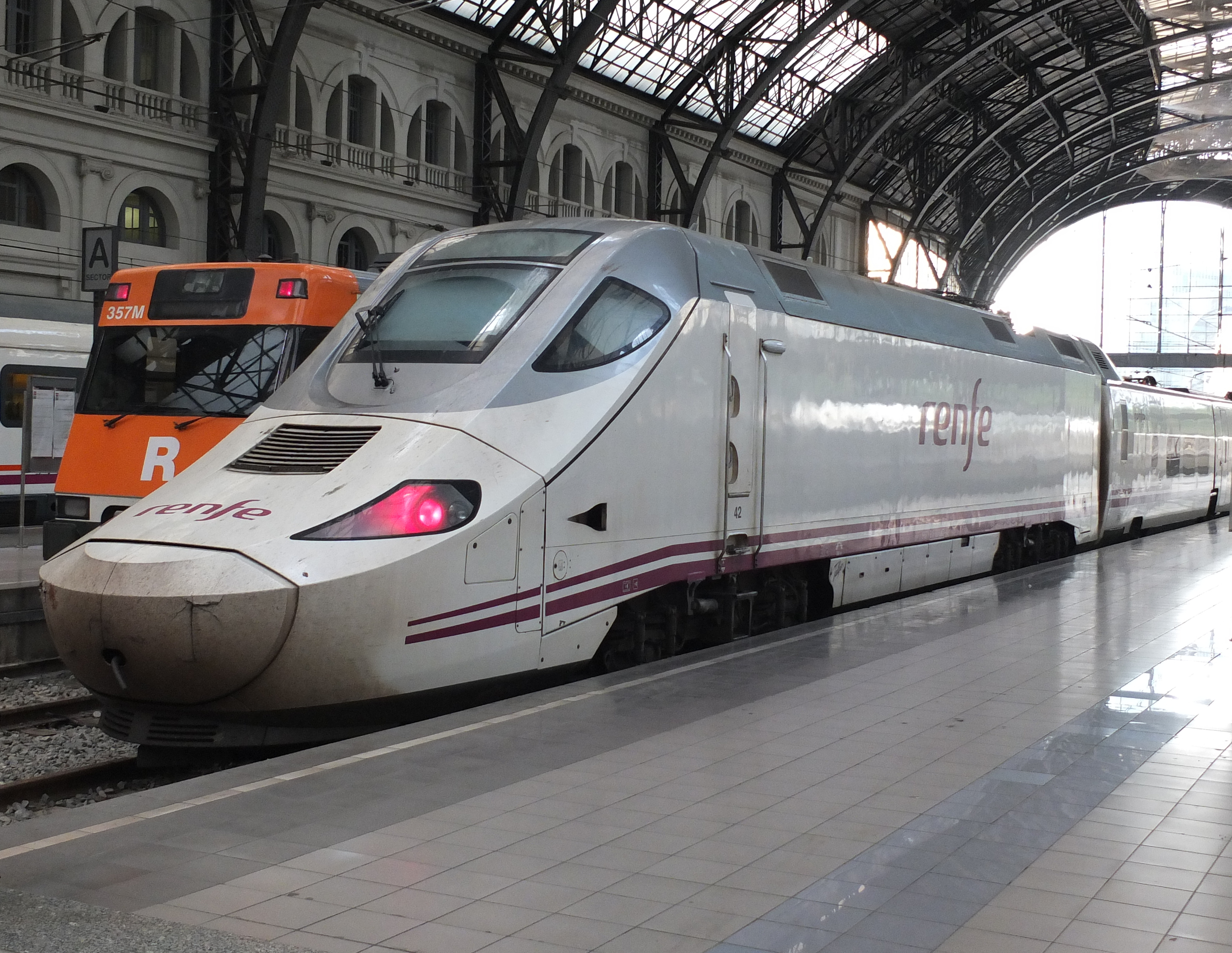

## 같이 보기
- 렌페 730급
- 탈고